# Símbolos nacionales de Pakistán
Pakistán tiene varios símbolos nacionales oficiales, incluyendo un documento histórico, una bandera, un emblema, un himno, una torre conmemorativa y varios héroes nacionales. Los símbolos se adoptaron en diversas etapas de la existencia del Pakistán y existen diversas normas y reglamentos que rigen su definición o uso. El símbolo más antiguo es la Resolución de Lahore, adoptada por la Liga Musulmana de toda la India el 23 de marzo de 1940, que presentaba la demanda oficial de la creación de un país separado para los musulmanes de la India. La torre conmemorativa de Minar-e-Pakistán, construida en 1968 en el lugar donde se aprobó la Resolución de Lahore. La bandera nacional fue adoptada justo antes de la independencia, el 14 de agosto de 1947. El himno nacional y el emblema del estado fueron adoptados en 1954. También hay varios otros símbolos incluyendo el animal nacional, el pájaro, la flor y el árbol.

## Resolución de Lahore y Minar-e-Pakistán
La Resolución de Lahore (Qarardad-e-Lahore)) (Urdu: قرارداد لاھور), también conocida como la «Resolución de Pakistán», fue una declaración política formal adoptada por la Liga Musulmana de Toda la India en la ocasión de su sesión general de tres días del 22 al 24 de marzo de 1940 en Minto Park (ahora Iqbal Park), Lahore. La resolución pedía una mayor autonomía musulmana en la India británica y se ha interpretado en gran medida como una demanda de un estado musulmán separado. La idea de un estado separado para los musulmanes indios fue sugerida por primera vez por Muhammad Iqbal en 1930 y el nombre de Pakistán fue propuesto por Choudhary Rahmat Ali en su folleto de la Declaración de Pakistán en 1933. Al principio, Muhammad Ali Jinnah y otros líderes estaban a favor de la unidad hindú-musulmana, pero el clima político volátil y las hostilidades religiosas de la década de 1930 hicieron la idea más atractiva. En su discurso, Jinnah criticó al Congreso Nacional Indio y a los musulmanes nacionalistas, y se adhirió a la Teoría de las dos Naciones y a las razones de la demanda de tierras musulmanas separadas. Sir Sikandar Hayat Khan, Ministro Principal del Punjab, redactó la resolución original, pero eso no fue totalmente aceptable para toda la Comisión de Trabajo lo que dio lugar a una nueva redacción tan extensa, seguida de una nueva redacción por el Comité Temático de la Liga Musulmana. El texto es ambiguo al aceptar el concepto de varias "zonas" musulmanas dentro de una "India unida" debido a preocupaciones comunales, y no recomienda claramente la creación de un estado musulmán separado y totalmente independiente. El texto principal de la Resolución de Lahore fue aprobado el 24 de marzo de 1940. En 1941 pasó a formar parte de la constitución de la Liga Musulmana. En 1946, constituyó la base de la lucha de la Liga Musulmana por un estado musulmán separado, declaró la declaración:

Ningún plan constitucional sería viable o aceptable para los musulmanes a menos que las unidades geográficas contiguas estén demarcadas en regiones que deberían estar constituidas con los reajustes territoriales que sean necesarios. Que las zonas en las que los musulmanes son mayoritariamente mayoritarios, como en las zonas noroccidental y oriental de la India, se agrupen para constituir Estados independientes en los que las unidades constitutivas sean autónomas y soberanas... Que en la constitución se prevean específicamente salvaguardias adecuadas, efectivas y obligatorias para las minorías en las unidades y en las regiones para la protección de sus derechos religiosos, culturales, económicos, políticos, administrativos y de otra índole de las minorías, con su consulta. Por lo tanto, se deben tomar medidas para la seguridad de los musulmanes cuando están en minoría.

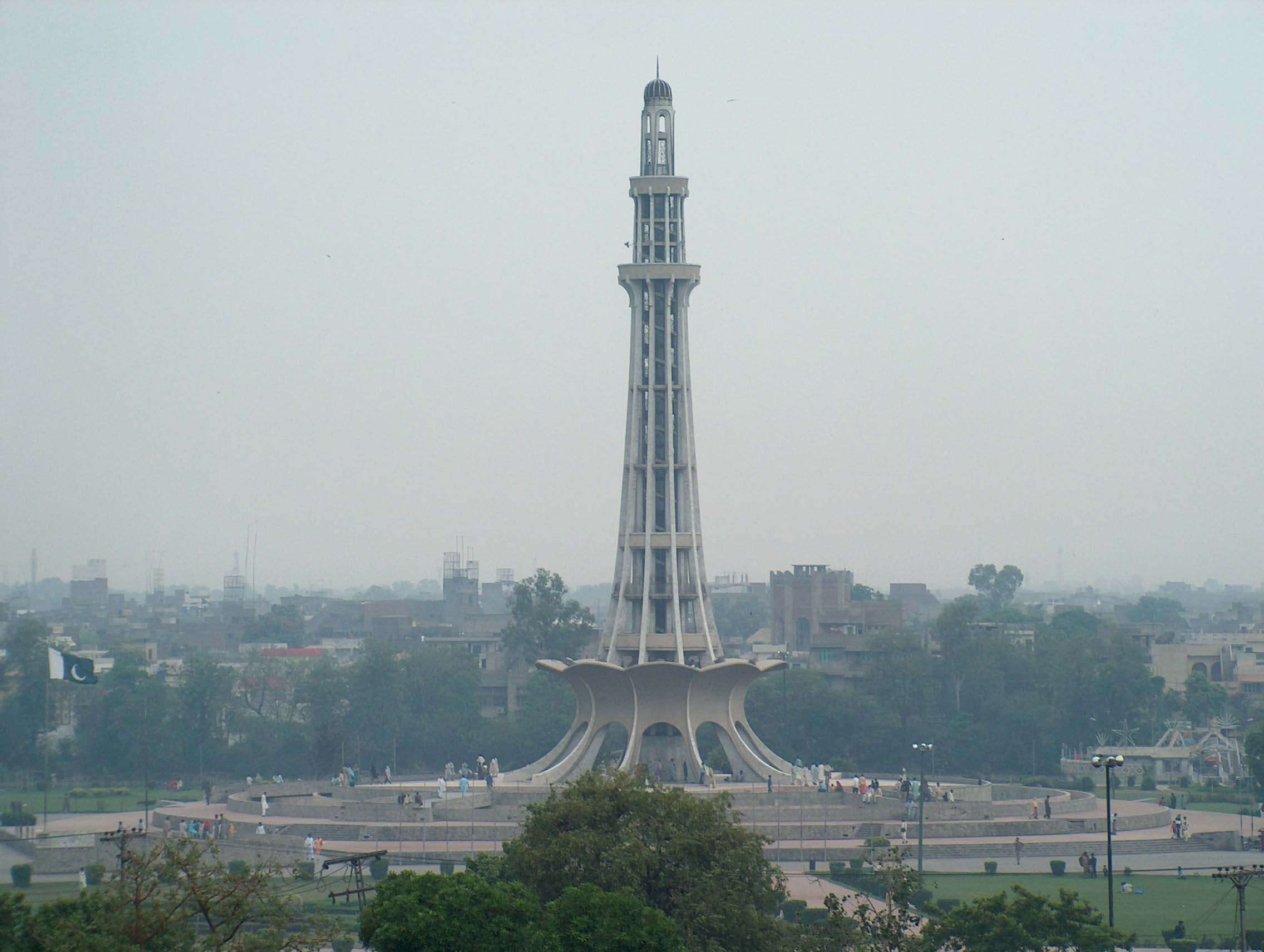
El Minar-e-Pakistan

El Minar-e-Pakistán, en Urdu: مينارِ پاكستان; Mīnār-ĕ Pākistān, o Torre de Pakistán es un minarete de hormigón de 60 metros de altura en el Parque Iqbal de Lahore. El Minar fue construido en el lugar donde la Liga Musulmana aprobó la Resolución de Lahore, exigiendo la creación de Pakistán. Pakistán celebra ahora este día como fiesta nacional cada año bajo el nombre de Día de Pakistán, que es también el día de 1956 en que el país se convirtió en la primera República Islámica del mundo, diseñado por Muhammad Wali Ullah Khan y construido por Mian Abdul Khaliq Company. La base de la torre se eleva a unos 4 metros del suelo. Los siguientes 13 metros forman una base esculpida y florida y a partir de este punto, el Minar se estrecha a medida que se eleva. La plataforma base tiene forma de estrella de cinco puntas y encierra piscinas en forma de media luna. Está construido de hormigón armado, con los suelos y paredes de piedra y mármol.

## Bandera nacional

La bandera nacional

La bandera nacional fue diseñada por Muhammad Ali Jinnah, el fundador de Pakistán, y se basaba en la bandera original de la Liga Musulmana. Fue adoptada por la Asamblea Constituyente el 11 de agosto de 1947, pocos días antes de la independencia. La bandera se menciona en el himno nacional como Parcham-e-Sitāra-o-Hilāl en urdu (lit. Bandera de la Media Luna y Estrella). La bandera está formada por un campo de color verde oscuro, que representa a la mayoría musulmana de Pakistán, con una franja vertical blanca que representa a las minorías religiosas. En el centro hay una luna creciente blanca, que representa el progreso, y una estrella blanca de cinco puntas, que representa la luz y el conocimiento.  La bandera simboliza el compromiso de Pakistán con el islam, el mundo islámico y los derechos de las minorías religiosas. La bandera se iza en varios días importantes del año, incluidos el Día de la República y el Día de la Independencia y también en las residencias y vehículos de muchos funcionarios públicos, incluidos el presidente y el Primer Ministro.

## Himno nacional
El himno nacional de Pakistán o Qaumī Tarāna, en Urdu: قومى ترانہ, se canta durante cualquier evento que implique izar la bandera, por ejemplo el Día de la República (23 de marzo) y el Día de la Independencia (14 de agosto). La Asamblea Constituyente no había adoptado un himno nacional en el momento en que Pakistán se independizó, por lo que cuando se izó la bandera en la ceremonia de independencia, fue acompañada por la canción Pakistan Zindabad, Azadi Paendabad. Muhammad Ali Jinnah pidió a un escritor hindú con sede en Lahore, Jagan Nath Azad, que escribiera un himno nacional para Pakistán. Jinnah puede haber hecho esto para promover un idealismo más secular para Pakistán. El himno escrito por Azad fue aprobado rápidamente por Jinnah, y se tocó en Radio Pakistán. La obra de Azad permaneció como himno nacional de Pakistán durante unos dieciocho meses.
En 1948 se formó un Comité Nacional de Himnos, pero tuvo dificultades para encontrar la música y las letras adecuadas. La inminente visita de estado del Shah de Irán en 1950, resultó en la adopción apresurada de una composición de tres estrofas de Ahmed Ghulamali Chagla. Inicialmente se interpretó sin letra para el Primer Ministro Liaquat Ali Khan el 10 de agosto de 1950 y se aprobó su interpretación durante la visita del Shah. Sin embargo, el himno no fue adoptado oficialmente hasta agosto de 1954. El Comité Nacional de Himnos aprobó finalmente las letras escritas por Abu-Al-Asar Hafeez Jullandhuri y el nuevo himno nacional fue interpretado por primera vez correctamente en Radio Pakistán el 13 de agosto de 1954. El Ministerio de Información y Radiodifusión anunció su aprobación oficial el 16 de agosto de 1954, seguido de la interpretación del himno nacional en 1955, en la que participaron once grandes cantantes pakistaníes, entre los que se encontraba Ahmad Rushdi.

## Emblema del Estado

Emblema del estado

El emblema del Estado fue adoptado en 1954 y simboliza el fundamento ideológico del Pakistán, la base de su economía, su patrimonio cultural y sus principios rectores. Los cuatro componentes del emblema son una media luna y una cresta de estrella sobre un escudo, rodeado de una corona, debajo de la cual hay un rollo. El escudo cuarteado en el centro muestra algodón, trigo, té y yute, que eran los principales cultivos de Pakistán en el momento de la independencia y significan la base agrícola de la economía. La corona floral, que rodea al escudo, representa los diseños florales utilizados en el arte tradicional mogol y pone de relieve el patrimonio cultural de Pakistán.

## Lema de la nación
El pergamino que sostiene el escudo contiene el lema de Muhammad Ali Jinnah en urdu, que dice de derecha a izquierda: (ایمان ، ، اتحاد ضبط نظم نظم و ضبط ) Iman, Ittehad, Nazm, en inglés Faith, Unity, Discipline y en español «Fe, Unidad, Disciplina» y son los principios rectores de Pakistán.

## Otros símbolos nacionales de Pakistán
| Símbolo                               | Descripción                         |
| ------------------------------------- | ----------------------------------- |
| Muhammad Ali Jinnah                   | Gran líder (Quaid-e-Azam)           |
| Fatima Jinnah                         | Madre de la nación (Madar-i-Millat) |
| Muhammad Iqbal                        | Poeta nacional                      |
| Official Map                          | by Mahmood Alam Suhrawardy          |
| Urdu                                  | Idioma nacional                     |
| Jazmín común                          | Flor nacional                       |
| Cedro del Himalaya                    | Árbol nacional                      |
| Mango (verano) Guayaba (invierno)     | Frutas nacionales                   |
| Delfín del río Indo                   | Mamífero nacional                   |
| Leopardo de las nieves Halcón Shaheen | Predadores nacionales               |
| Mahseer                               | Pez nacional                        |
| Perdiz de Chukar                      | Ave nacional                        |
| Hockey sobre hierba                   | Deporte nacional                    |
| Mezquita Faisal                       | Mezquita nacional                   |
| Minar-e-Pakistan Torre de Pakistán    | Monumento nacional                  |
| Bab-e-Pakistan (Puerta de Pakistán)   | Monumento nacional                  |
| Monumento de Pakistán                 | Monumento nacional                  |